# 김기용 (1906년)
김기용(1906년 6월 3일~1987년 4월 25일)은 대한민국의 정치인이다. 제5대 국회의원을 지냈다.

## 역대 선거 결과
|  | 17.58% |

|  | 34.92% |

|  | 16.25% |

|  | 0% |

|  | 12.60% |